# 布倫特 (喬治亞州)
布倫特（英語：Brent）是位於美國喬治亞州門羅縣的一個非建制地區。該地的面積和人口皆未知。

## 地理
布倫特的座標為32°58′54″N 84°00′37″W / 32.98167°N 84.01028°W，而該地的平均海拔高度為214米（即702英尺）。